# الحزب الاشتراكي الديمقراطي الفنلندي
الحزب الاشتراكي الديمقراطي الفنلندي (بالفنلندية: Suomen Sosialidemokraattinen Puolue, SDP) أحد أكثر الأحزاب السياسية الأكثر نفوذاً في فنلندا بجانب حزبي الوسط والائتلاف الوطني. شارك في الحكومة لفترات طويلة من الزمن، كان آخرها بين عامي 1995 و2007 ، وساهم بإرساء العديد من سياسات الدولة الفنلندية الأساسية. سياسة الحزب الديمقراطية الاشتراكية عموماً أكثر اعتدالاً من سياسات تحالف اليسار الحزب الآخر ذو الميول اليسارية في البرلمان. يهدف الحزب إلى جمع أناس معا من أجل تحقيق الأهداف الديمقراطية الاشتراكية: مجتمع فيه الحرية والمساواة والتضامن والازدهار التعاوني في بيئة سلمية ونظيفة. الحزب الاشتراكي الديمقراطي الفنلندي عضو في الاشتراكية الدولية. ولديه علاقة وثيقة بمنظمة نقابات عمال فنلندا المركزية.
وقد أسس الحزب عام 1899 باسم حزب العمال الفنلندي وتغير إلى الاسم الحالي في عام 1903.